# Готфрид III фон Раабс
Готфрид III фон Раабс (на немски: Gottfried III von Raabs, † ок. 1160) е от ок. 1143 до ок. 1160 г. бургграф на средновековното бургграфство Нюрнберг.

## Произход и наследство
Той е син на бургграф Готфрид II фон Раабс († ок. 1137/1147) от рода на графовете на дворец Раабс в Долна Австрия.
След смъртта на чичо му Конрад I фон Раабс през 1143 г. той става бургграф на замъка и на град Нюрнберг. През 1154 г. той има за пръв път титлата burggravius de Norinberg.
След смъртта му ок. 1160 г. той е наследен от братовчед му Конрад II фон Раабс, с когото линията Дом Раабс изчезва ок. 1191/1192 г.